# Neviano degli Arduini
Pour les articles homonymes, voir Arduini.
Neviano degli Arduini est une commune italienne de la province de Parme, dans la région Émilie-Romagne.

## Administration
| Période                                  | Période  | Identité         | Étiquette     | Qualité |
| ---------------------------------------- | -------- | ---------------- | ------------- | ------- |
| mai 2006                                 | mai 2011 | Giordano Bricoli | Centro-destra |         |
| mai 2011                                 | En cours | Giordano Bricoli | Centro-destra |         |
| Les données manquantes sont à compléter. |          |                  |               |         |

### Hameaux

#### Fractions de commune (hameaux officiels)
Le territoire communal est subdivisé en 18 hameaux officiels ou fractions (frazioni) :
| - Antreola - Bazzano - Campora - Castelmozzano - Cedogno - Ceretolo - Lodrignano - Lupazzano - Mediano | - Mozzano - Neviano degli Arduini (chef-lieu) - Orzale - Provazzano - Sasso - Scurano - Urzano - Vezzano - Villa Santi Giovanni e Paolo. |  |

Le bourg de Neviano degli Arduini est le plus important de ces hameaux, dont certains (Bazzano, Campora, Mozzano, Scurano, Vezzano) constituent de véritables villages pourvus de leur propre association touristique.

#### Écarts (hameaux annexes)
À l'intérieur de ces fractions se trouvent également disséminés de nombreux écarts habités :
Ariolla, Begozzo, Bertogallo, Campo del Fico, Case Bedi, Case Bodini, Case Bosi, Case Campanari, Case Canale, Case della
Fossa, Case Fantini, Case Mazza, Case Paini, Case Penuzzi, Case Ruffaldi, Cerreto, Corchio, Corticone, Costola, Formiano,
La Bricola, La Costa, La Villa, Le Mole, Lugaro, Magrignano, Mercato, Misone, Monchio, Monte, Montetenero, Montroni, Mussatico, Neda, Paderna, Pezzalunga, Piazza, Prada, Quinzano, Quinzo, Rivareto, Romazza, Scorcoro, Sella di Lodrignano,
Signano, Tissore, Vico, Vignetta.

### Communes limitrophes
Canossa, Langhirano, Lesignano de' Bagni, Palanzano, Tizzano Val Parma, Traversetolo, Vetto.